# Michael J. Roads

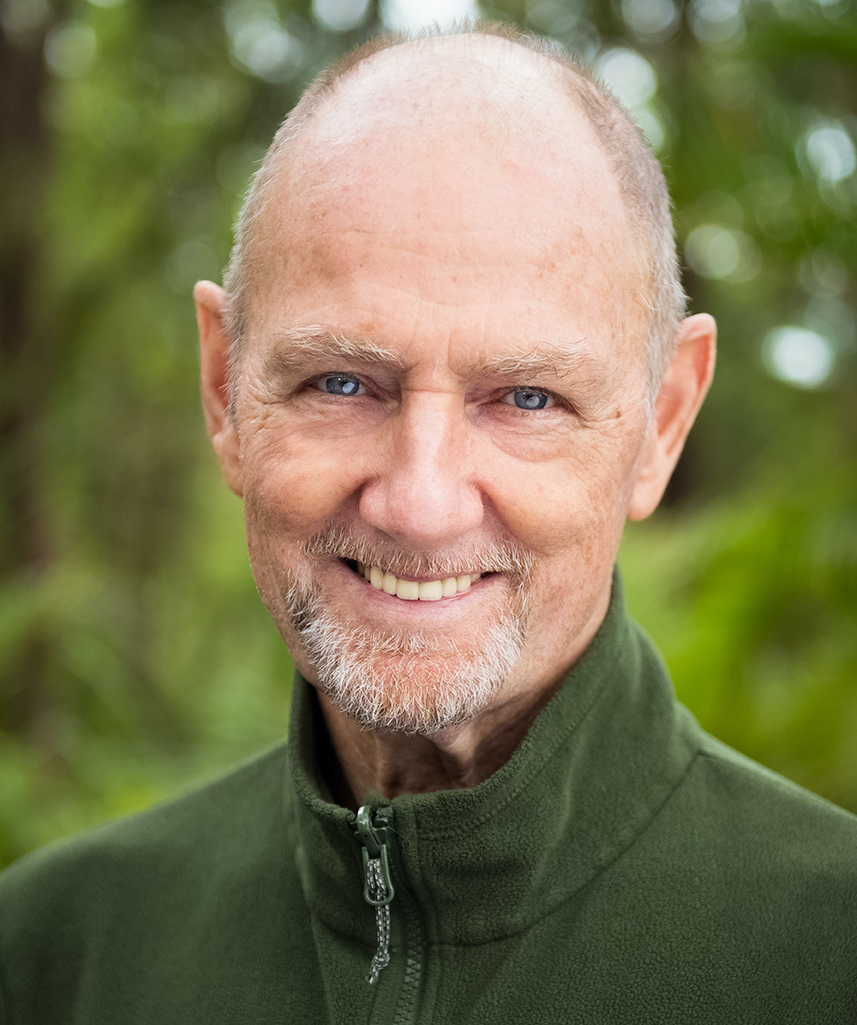
Michael J. Roads

Michael J. Roads (* 1937 in Cambridgeshire, England; † 28. April 2024) war ein Autor und spiritueller Lehrer aus Australien.

## Leben
Michael Roads wuchs als Sohn eines Farmers auf. Mit 21 Jahren heiratete er seine erste Frau Treenie, mit der er 1964 nach Australien auswanderte. Gemeinsam betrieben sie eine Vieh- und Milchwirtschaft und zogen vier Kinder groß. In dieser Zeit wurde er Mitglied der australischen Biolandwirtschaftsbewegung und schrieb sein erstes Buch über organisches Gärtnern.
Ab den 1990er Jahren schrieb Roads esoterische Bücher und reiste als spiritueller Lehrer durch die Welt.
Im Juni 2023 wurde bei ihm Krebs im Endstadium diagnostiziert. Roads starb am 28. April 2024 in seinem Zuhause.

## Lehre
Roads erklärte, er könne das menschliche Leben und andere Lebensformen aus der metaphysischen Perspektive betrachten. Mit dem, was er als seinen ‚Lichtkörper‘ bezeichnete, reise er durch Zeit und Raum in andere Wirklichkeiten und erforsche die Beziehungen zwischen lebendigen Geschöpfen und energetischen Kräften. Diese Reisen hätten ihn zu der Erkenntnis gebracht, dass die bedingungslose Liebe die mächtigste schöpferische Kraft im Universum sei – und nicht nur ein emotionales Gefühl, als das sie oft interpretiert und wahrgenommen wird.

## Werke (Auswahl)
Bücher
- Mit der Natur reden (Original: Talking with Nature) ISBN 978-3453700482
- Im Reich des Pan (Original: Journey into Nature, A spiritual adventure)
- Die Pforte zur Unendlichkeit (Original: Journey into Oneness) ISBN 978-3897676084
- Durch die Sphären des Zeitlosen (Original: Into a Timeless Realm) ISBN 978-3897676091
- Der Junge ohne Schatten (Original: Getting There) – Roman ISBN 978-3453700055
- Die magische Formel: (Original: The Magic Formula) ISBN 978-3778771914
- Durch die Augen der Liebe (Original: Through the Eyes of Love, Book One) ISBN 978-3897676589
- Jenseits der Grenzen der Wirklichkeit (Original: Through the Eyes of Love, Book Two) ISBN 978-3843430098
- Wandern zwischen den Welten (Originalausgabe: Stepping Between Realities) ISBN 978-3-95781-042-7
- Einsichten eines modernen Mystikers (Originalausgabe: Insights of a Modern Mystic) ISBN 978-3-95781-050-2
- Von der Illusion zur Erleuchtung (Originalausgabe: From Illusion to Enlightenment) ISBN 978-3-95781-055-7

CDs
Gedichte von Michael J. Roads, vertont von den niederländischen Liedermachern Nanne & Ankie
- Beautiful
- Song of Life
- The Game of Change